# فرودگاه پینیون
فرودگاه پینیون (به انگلیسی: Pignon Airport) (به زبان بومی: Aeroport de Pignon) یک فرودگاه همگانی با کد یاتا PGN است که یک باند فرود چمن دارد و طول باند آن ۱۱۰۰ متر است. این فرودگاه در کشور هائیتی قرار دارد.

## شرکت‌های هواپیمایی و مقصدهای پروازی
Scheduled service:
| شرکت‌های هواپیمایی | مقصدهای پروازی |
| ----------------- | -------------- |
| MAF               | توسن لوورتور   |

MAF also provides charter service on request to 14 other airstrips within Haiti.